# Integración de Operaciones
En la Industria petrolera, el término Integración de Operaciones (IO) se refiere a la integración de personas, organizaciones, procesos de trabajo y Tecnología de la Información para tomar decisiones más inteligentes en la exploración y producción de Gas y Petróleo.
En la Minería al igual que en la industria Petrolera, el uso del término Integración de Operaciones (IO) se ha incrementado en los últimos años; y aún dentro de estas industrias, el término es usado libremente y actualmente no tiene una definición ampliamente aceptada, también es muy común encontrar el término "Operaciones Integradas" cuando se habla de Proyectos o Programas de Integración de Operaciones.

## Contenido del término
Para Global IO, la definición de Integración de Operaciones (IO) es la siguiente:
La ejecución dinámica de la optimización de la cadena de valor en toda la empresa mediante la creación de la cultura apropiada, acompañada de comportamientos correctos y empoderada por las personas para proveer un contexto y una conciencia correctos.

## Pilares de la Integración de Operaciones
"IO Center" menciona como parte de los pilares de la integración de Operaciones a personas, organizaciones, procesos y tecnología de la información.
La ejecución de un programa de IO requiere de cuatro bloques o pilares fundamentales:
- Liderazgo Transformacional
- Las Personas adecuadas
- Los Procesos de Negocio
- Tecnología

Cuando se realiza una implementación exitosa, estos pilares proveerán a la compañía con La Cultura y Los Comportamientos correctos y La Consciencia situacional y el contexto adecuado para ejecutar la optimización a lo largo de la empresa, de allí es que las compañías obtienen un beneficio significativo de la Integración de Operaciones.
Una de las mejores maneras de desarrollar un programa de IO es mediante la adopción de un nuevo modelo operativo (operating model), ello con el fin de convertir las estrategias en decisiones operacionales.

## Proyectos de Integración de Operaciones
Para el caso de Latinoamérica los Proyectos de Operaciones Integradas que se pueden mencionar son los siguientes:
- Desde 2010 la División Andina de Codelco usa el modelo de Gestión Integrada de Operaciones, mediante su Sala CIO.[3][4]
- Desde el año 2017, Mina Veladero inició la operación de su Centro Integrado de Operaciones Remota en la Provincia de San Juan, Argentina.[5]

Vale la pena indicar que no necesariamente todos los programas de Operaciones Integradas requieren la construcción o habilitación de un Centro Remoto de Operaciones (ROC)

### Mitos sobre los Proyectos io
- Es solo otro Proyecto de Tecnología
- IO es demasiado costoso de implementar
- IO es simplemente un proceso de coubicación

## Algunos términos relacionados
- OC - Operations Centre
- ROC - Remote Operations Centre
- IOC - Integrated Operations Centre
- IROC - Integrated Remote Operations Centre
- DOC - Digital Operations Center
- IP - Integrated Planning